# 超能游戏者
《超能游戏者》，2009年俄罗斯上映的科幻片和动作片。

## 剧情
7个青年人嗜好打电游，一次，他们得到了电游大奖，荣获一个游戏光碟，回到家后，7人欣喜不已，插入电脑读碟，电脑和光盘都瞬间烧掉，不过7人也因此获得了超能力，能够随心所欲的枪战、格斗和飙车。7人中有一个老实巴交，自己的女友被黑帮抢走，自己也被黑帮绑架，其余6人开始展开了一场营救他们的行动，黑帮雇用了一批雇佣军和他们作战，而这正好是他们精通的枪战，雇佣军被迅速歼灭。

## 演员
- 亚力克萨·巴杜科夫
- 阿格尼娅·蒂科夫斯特
- 谢尔盖·布鲁诺夫

## 花絮
电影的格斗和枪战、飙车都是反恐精英和极品飞车的模仿版。

## 奖项
《超能游戏者》荣获2010年洛杉矶电影节和俄罗斯国际电影节最佳动作影片、最佳剧情片、最佳特效等十余项大奖。